# Pecqueuse
Pecqueuse  [pɛkøz] je francouzská obec v departementu Essonne v regionu Île-de-France. V obci se nachází kostel svatého Medarda.

## Poloha
Obec Pecqueuse se nachází asi 32 km jihozápadně od Paříže. Obklopují ji obce Boullay-les-Troux na severu, Les Molières na severovýchodě, Limours na východě a na jihovýchodě, Bonnelles na jihu a na jihozápadě, Bullion na západě a Choisel na severozápadě.

## Vývoj počtu obyvatel
Počet obyvatel